# Orthographische Variante
Eine orthographische Variante (abgekürzt orth. var., englisch orthographical variant) ist  in  der Biologie und in der Medizin ein etwas vom bereits bestehenden abweichender Name für einen Organismus. Er entstand durch einen Schreib- oder Druckfehler in einer wissenschaftlichen Publikation und blieb versehentlich erhalten. Die Regeln, nach denen bei Auftreten einer orthographischen Variante vorzugehen ist, sind in den jeweiligen Nomenklatur-Codes verankert.

## Botanik
In der botanischen Nomenklatur ist eine orthographische Variante eine abweichende Schreibweise desselben Namens. Die Gattungsnamen Hieronima und Hyeronima sind z. B. orthographische Varianten von Hieronyma. Eine der Schreibweisen muss als gültig anerkannt werden. In diesem Fall wurde die Schreibweise Hieronyma als nomen conservandum geschützt und stellt daher die korrekte Schreibweise dar. 
Eine unbeabsichtigte Verwendung einer der anderen Schreibweisen hat keine Konsequenzen: Der Name kann verwendet werden als wäre er korrekt geschrieben. Jegliche folgende Nutzung muss korrigiert werden.
Orthographische Varianten werden in Artikel 61 des ICN behandelt.

## Zoologie
In der Zoologie existieren „orthographische Varianten“ formell nicht; ein Schreib- oder Druckfehler wird als „Ausrutscher“, als unbeabsichtigter Fehler behandelt. Dem ersten Überarbeiter (First reviser) eines Taxons ist es gestattet, eine Variante für die verbindliche künftige Nutzung auszuwählen, doch haben diese Fehler in anderer Hinsicht keinen formalen Bestand. Unbeabsichtigte Fehler werden in den Artikeln 32 und 33 des ICZN behandelt.